# 월드 인베이젼
《월드 인베이젼》(영어: Battle: Los Angeles)은 2011년에 공개된 미국의 영화이다. 로스앤젤레스를 습격한 외계 생명체 군대에 미국 해병대가 나서는 액션 영화이다. 이 영화는 1942년에 일어난 로스앤젤레스의 전투를 소재로 한 영화로, 모큐멘터리 요소도 포함되어 있다.

## 줄거리
2011년 8월 12일, 정체불명의 외계 우주선들이 주요 도시 해안에 착륙하며 침공이 시작된다. 로스앤젤레스는 대피령이 내려지고, 이라크 전쟁 참전 용사이자 은퇴를 앞둔 마이클 낸츠 하사가 이끄는 해병대 소대가 캠프 펜들턴에서 파견된다. 낸츠 하사는 윌리엄 마르티네즈 중위의 지휘 아래, 산타모니카 공항에 마련된 전진 기지에 도착한다.
외계 지상군은 압도적인 화력을 보여주지만, 공중 지원은 없어 미 공군은 산타모니카 지역에 융단 폭격을 준비한다. 해병대 소대는 폭격 전 3시간 안에 경찰서에서 민간인들을 구출해야 한다. 임무 수행 중 소대는 매복 공격을 받아 많은 사상자가 발생하고, 낸츠 하사는 실종된 대원을 찾다 육군 병력과 공군 정보 기술병인 엘레나 산토스를 만나 함께 행동하게 된다. 경찰서에서 그들은 수의사 미셸과 아이들, 그리고 그들의 가족들을 발견한다. 부상자를 실은 헬기가 도착하지만, 민간인들의 무게 때문에 이륙 도중 외계 공습에 파괴된다.
해병대는 버려진 버스를 이용하여 탈출을 시도한다. 이동 중 외계 드론이 인간의 무선 통신을 추적한다는 것을 알게 되고, 산토스는 드론을 제어하는 외계 사령부를 찾아 파괴하는 것이 임무임을 밝힌다. 고가도로에서 외계인의 공격을 받자 해병대는 민간인들과 함께 아래로 탈출한다. 전투 중 많은 해병과 주 방위군 병력이 사망하고 마르티네즈 중위도 부상을 입는다. 그는 무선 통신으로 외계인을 유인한 뒤 자폭하여 팀을 구한다. 낸츠는 남은 인원들과 함께 폭격 지대를 벗어나 계속 탈출한다. 언론은 외계인이 물을 연료로 사용하기 위해 지구를 침략했다는 가설을 제기한다.
폭격은 실행되지 않고, 해병대는 파괴된 전진 기지에서 군이 도시에서 철수하고 있음을 알게 된다. 낸츠와 생존자들은 민간인들을 대피 지점으로 호송하기로 계획한다. 부상으로 죽어가는 민간인 조를 보며 낸츠는 용기를 북돋고, 록켓은 과거 낸츠의 작전 중 전사한 자신의 형제에 대해 항의한다. 그러나 낸츠가 전사자들의 이름과 계급, 군번을 모두 기억하고 있음을 알게 되면서 화해한다. 낸츠는 전우들을 기리기 위해 앞으로 나아가자고 독려한다. 그들은 대피 지점에 도착하여 헬기를 타고 탈출한다.
헬기에서 낸츠는 외계 사령부 근처에서 동력이 불안정해지는 것을 감지한다. 그는 사령부를 파괴하기 위해 팀원들과 함께 남는다. 하수구를 통해 외계 거대 함선의 위치를 파악하고, 미사일 공격을 요청하여 레이저로 목표물을 조준한다. 많은 희생 끝에 사령부가 파괴되자, 드론은 통제력을 잃고 추락하며 외계 지상군은 후퇴한다.
낸츠, 임레이, 록켓, 해리스, 아두크우, 산토스는 영웅으로 맞이받으며 모하비 사막의 기지로 옮겨진다. 그들의 작전은 다른 도시에서 전투 중인 군대에 전해지고, 민간인들은 구조되었다. 휴식을 취하라는 권유에도 그들은 무장을 하고 로스앤젤레스를 탈환하기 위해 다시 떠난다.

## 출연
- 에런 엑하트 - 마이클 낸츠 역
- 미셸 로드리게스 - 엘레나 산토스 하사 역
- 브리짓 모이너핸 - 미셸 역
- 마이클 페냐 - 조 링컨 역
- 네요 - 케빈 J. 해리스 상병 역
- 코리 하드릭트 - 제이슨 로켓 상병 역
- 루커스 틸 - 스콧 그레이스턴 상병 역
- 노엘 피셔 - 숀 레니핸 이병 역
- 라몬 로드리게스 - 윌리엄 마르티네스 소위 역
- 아데토쿰보 음코맥 - 지브릴 아두쿠 의무병 역
- 짐 패럭 - 피터 J. 컨스 일병 역
- 윌 로스하 - 리 임레이 상병 역
- 닐 브라운 주니어 - 리처드 게레로 상병 역
- 테일러 핸들리 - 코리 사이먼스 일병 역
- 제임스 히로유키 랴오 - 스티븐 머톨라 일병 역
- 지노 앤서니 페시 - 닉 C. 스태브루 일병 역
- 조이 킹 - 크리스틴 역
- 브라이스 캐스 - 헥터 링컨 역
- 제이딘 굴드 - 에이미 역

## 기타
- 프로듀서: 사무엘 딕커맨
- 협력프로듀서: 리사 로저스
- 조감독: 크리스찬 클락
- 조감독: 게리 고티
- 조감독: J. 마이클 헤이니
- 조감독: 케빈 오닐
- 조감독: 스콧 탤러
- 조감독: 리차드 오스왈드
- 미술: 피터 웬햄
- 세트: 밥 켄싱어
- 의상: 소냐 밀코빅 헤이스
- 분장부문: 피어스 오스틴
- 분장부문: 캐리 에어즈
- 분장부문: 앤드류 프리먼
- 분장부문: 쉐리 해밀턴
- 분장부문: 조엘 할로우
- 분장부문: 줄스 홀드렌
- 분장부문: 크리스토퍼 존슨
- 분장부문: 히로시 카타기리
- 분장부문: 크리스탈 커쇼
- 분장부문: 돈 래닝
- 분장부문: 코트니 레더
- 분장부문: 에이드리언 린
- 분장부문: 크리시 모리스
- 분장부문: 켄트 리처드
- 분장부문: 토니 워드
- 분장부문: 제드 도노프
- 분장부문: 킴 에어즈
- 분장부문: 글로리아 벨즈
- 분장부문: 스티브 버스카이노
- 분장부문: 글로리아 파스쿼 캐스니
- 분장부문: 제레미 드레이크
- 분장부문: 토머스 엘디리지
- 배역: 데브라 제인
- 프로덕션매니저: 토미 하퍼
- 프로덕션매니저: 카렌 자넥키
- 프로덕션매니저: 스콧 탤러